# 小野真司
小野 真司（おの しんじ、1975年6月29日 - ）は、日本の元ラグビー選手。

## プロフィール
- 現役時代のポジションはナンバーエイト(No8)[1]。
- 7人制日本代表に選ばれたことがある[2]。

## 略歴
花園高校、専修大学を経て、東芝府中(現・東芝ブレイブルーパス東京)に加入。
2001年、ラグビーワールドカップセブンズ2001の7人制日本代表に選ばれた。